# Abtauschvariante
Als Abtauschvariante bezeichnet man jeweils eine bestimmte Variante in unterschiedlichen Eröffnungen beim Schachspiel.
Abtauschvarianten sind in der Regel dadurch gekennzeichnet, dass durch einen frühzeitigen Bauerntausch die Spannung im Zentrum aufgelöst und die Stellung vereinfacht wird. Eine Ausnahme bildet die Abtauschvariante der Spanischen Partie; dort tauscht sich frühzeitig der „spanische Läufer“ gegen einen Springer. 
Es existieren unter anderem folgende Abtauschvarianten:
- Abtauschvariante (Caro-Kann-Verteidigung)
- Abtauschvariante (Damengambit)
- Abtauschvariante (Französische Verteidigung)
- Abtauschvariante (Slawische Verteidigung)
- Abtauschvariante (Spanische Partie)
- Aljechin-Verteidigung
- Grünfeld-Indische Verteidigung
- Klassisches System (Königsindische Verteidigung)